# Office franco-allemand pour la jeunesse
L'Office franco-allemand pour la Jeunesse (OFAJ) (en allemand Deutsch-Französisches Jugendwerk (DFJW)) est une organisation au service de la coopération franco-allemande qui a pour mission d'encourager les relations entre les jeunes des deux pays, de renforcer leur compréhension et, par là, de faire évoluer les représentations du pays voisin.

## Histoire

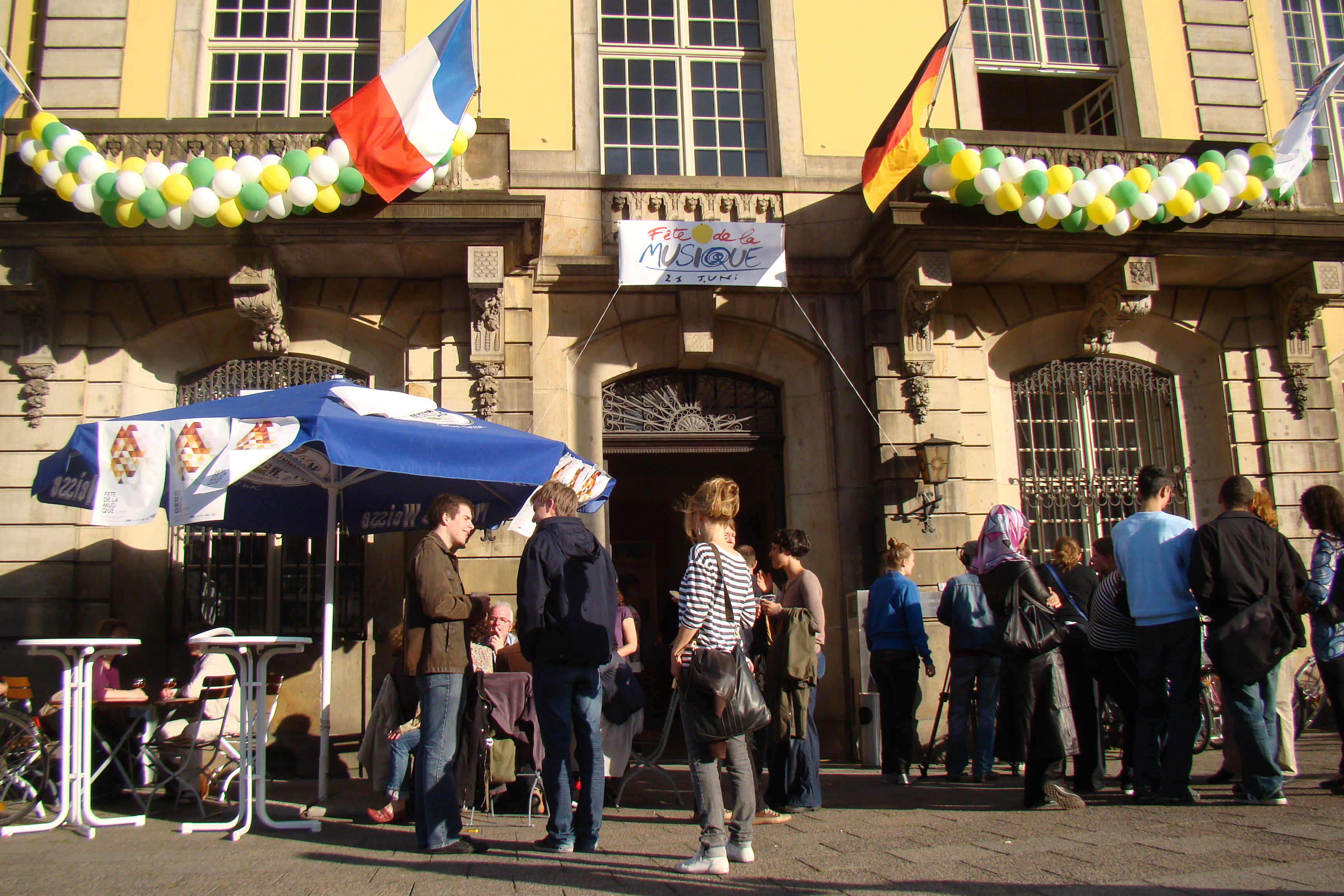
Site à Berlin.

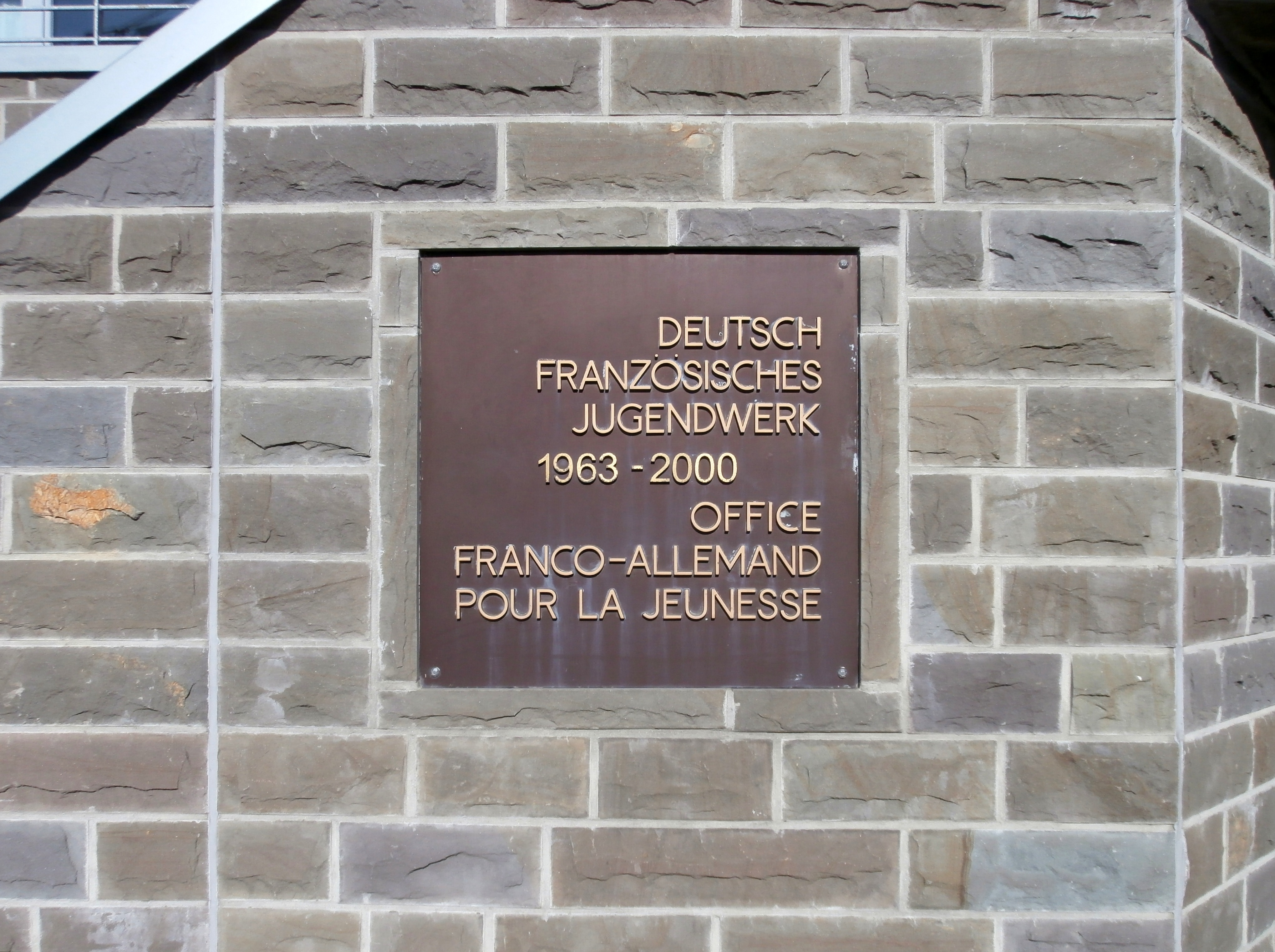
Plaque commémorative installée en 2008 à l'emplacement occupé par l'OFAJ jusqu'en 2000, dans le quartier de Rhöndorf à Bad Honnef.

Charles de Gaulle, le président de la République française, et Konrad Adenauer, le chancelier fédéral d'Allemagne, ont posé les fondements de l'Office franco-allemand pour la Jeunesse (OFAJ) en signant le traité de l'Élysée, le 22 janvier 1963. En application des dispositions de ce traité sur la coopération franco-allemande, l'accord intergouvernemental du 5 juillet 1963, crée un organisme dénommé « Office franco-allemand pour la jeunesse », chargé d'améliorer les relations entre la jeunesse française et la jeunesse allemande.
L'article 2 de l'accord du 5 juillet 1963 dispose :

« L'Office a pour objet de resserrer les liens qui unissent les jeunes des deux pays, de renforcer leur compréhension mutuelle et, à cet effet, de provoquer, d'encourager et, le cas échéant, de réaliser des rencontres et des échanges de jeunes. »

L'accord du 5 juillet 1963 est modifié par un accord du 22 juin 1973,, puis remplacé par l'accord du 25 novembre 1983,, lui-même remplacé par l'accord du 26 avril 2005,,.

## L'organisation
L'OFAJ, organisation internationale autonome, est géré par un conseil d'administration dont les présidents sont du côté français Marie Barsacq, ministre des Sports, de la Jeunesse et de la Vie associative, et du côté allemand Karin Prien, ministre fédérale de l'Education, de la Famille, des Personnes âgées, des Femmes et de la Jeunesse.
L'organe exécutif du conseil d'administration est le Secrétariat général, dirigé par Tobias Bütow, qui assure la codirection depuis le 1er mars 2019, et Anne Tallineau, en poste à compter du 1er janvier 2020.
Le conseil d'administration est assisté d'un conseil d'orientation qui a pour mission d'élaborer des avis et des recommandations sur les orientations et les programmes de l'OFAJ.
Les 70 agents de l'OFAJ travaillent en équipes binationales et sont répartis sur deux sites : Paris, siège actuel, Berlin, la capitale de l´Allemagne, et le relais à Sarrebruck, inauguré en 2014.
L'OFAJ est centre de compétence pour les deux gouvernements. Il joue un rôle de conseiller et d'intermédiaire avec les collectivités locales et territoriales ainsi qu'avec les acteurs de la société civile en France et en Allemagne.
L'OFAJ soutient les organisations partenaires dans la réalisation des échanges sur le plan financier, pédagogique et linguistique. Il apporte son aide pour la préparation des rencontres et leur évaluation et joue ainsi un rôle essentiel de conseil. Dans son action, l'OFAJ prend en compte les évolutions des sociétés française et allemande et leurs répercussions sur la vie des jeunes (intégration, engagement, avenir de l'Europe, activités culturelles, sciences et techniques, etc.).
L'OFAJ fonctionne selon le principe de subsidiarité avec de nombreuses organisations partenaires en poursuivant les objectifs suivants : 
- approfondir les liens qui unissent les enfants, les jeunes, les jeunes adultes et les responsables de jeunesse des deux pays ;
- contribuer à la découverte de la culture du partenaire ;
- encourager les apprentissages interculturels ;
- favoriser les mesures de qualification professionnelle ;
- développer les projets communs pour favoriser l'engagement citoyen ;
- sensibiliser à la responsabilité particulière de la France et de l'Allemagne en Europe ;
- susciter l'intérêt pour la langue du partenaire et renforcer l'apprentissage linguistique.

## Liste des secrétaires généraux

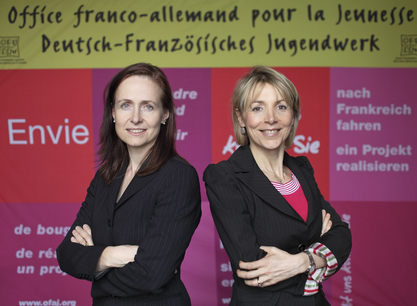
Eva Sabine Kuntz et Béatrice Angrand, anciennes secrétaires générales de l'OFAJ, respectivement allemande et française.

Les secrétaires généraux ont été successivement :

### Allemagne
- Albrecht Krause
- Wolfgang Linckelmann
- Reinhard Wilke
- Gert Hammer
- Hartwig Möbes
- Babette Nieder
- Eva Sabine Kuntz
- Markus Ingenlath (d)
- depuis 2019 : Tobias Bütow (d)

### France
- 1963–1968 : François Altmeyer[a]
- 1969–1973 : Marcel Jaurant-Singer[b]
- 1974–1979 : Pierre Gril[c]
- 1980–1983 : Bernard Lallement[d]
- 1984–1988 : Daniel Groscolas[e]
- 1989–1993 : Jean-Claude Routier[f]
- 1994–1998 : Francis Bellanger (d)[g]
- 1999–2003 : Michel Cullin[h]
- 2004–2009 : Max Claudet[i]
- 2009–2019 : Béatrice Angrand (d)[j],[k]
- depuis 2020 : Anne Tallineau (d)[l],[m]

## Quelques chiffres
En 2013, les contributions gouvernementales ont augmenté de 10 %. De plus, la France et l'Allemagne ont décidé, pour l'année 2019, d'augmenter les ressources de cette organisation internationale de 4 millions d'euros. Ainsi, l'OFAJ dispose actuellement d'un budget de 26,8 millions d'euros, alimenté à parts égales par des contributions gouvernementales française et allemande. À cela viennent s'ajouter des fonds de concours, accordés notamment par les deux ministères des Affaires étrangères pour les échanges avec les pays d'Europe centrale et orientale, d'Europe du Sud-Est ainsi que le Maghreb.
Depuis 1963, l'OFAJ a permis à près de 9,5 millions de jeunes Français et Allemands de participer à 382 000 programmes d'échanges. Il subventionne en moyenne chaque année 9 000 échanges auxquels environ 122 000 jeunes ont participé en 2022.

## Orientations
Dans les années à venir, l'OFAJ va s'engager, dans l'esprit exprimé lors du conseil d'administration de l'OFAJ (15 décembre 2022), à la construction européenne devant impliquer les citoyens. Il va initier des projets adaptés aux grands débats de société dans les deux pays et, prioritairement sur les thématiques suivantes.
- Permettre à tous les jeunes de (re-)vivre l'expérience des échanges.
- Placer l'écoresponsabilité et la préservation du climat au cœur des échanges.
- Agir pour la démocratie et pour la paix dans une Europe de la diversité.
- Partir pour grandir.
- Dessiner l'avenir avec la jeunesse dès aujourd'hui.

L'OFAJ souhaite par là contribuer à l'acquisition de compétences-clés pour l'Europe, valoriser sa spécificité et mettre en avant sa valeur ajoutée.

## Secteurs d'activités

### Formation professionnelle
La priorité actuelle des jeunes en France et en Allemagne est l'accès au marché du travail à l'issue de leur formation qu'elle soit universitaire ou professionnelle. Les jeunes en formation professionnelle, jeunes avec moins d'opportunités, étudiants et jeunes professionnels sont tous confrontés à cette même interrogation sur leur futur professionnel.
Chaque année, près de 460 échanges, 9 799 participants : établissements d'enseignement professionnel, artisanat, secteur agricole ; programmes de qualification professionnelle pour jeunes chômeurs et jeunes en insertion professionnelle ; formation permanente de jeunes professionnels de divers corps de métiers ; « Travail chez le partenaire » ; programmes pour jeunes artistes ; volontariat franco-allemand ; programme « Praxes ». Ces projets ont pour objectif d'offrir une expérience de mobilité qui représente « un plus » dans le parcours professionnel des jeunes concernés.

### Échanges universitaires
Pour l'OFAJ, il est essentiel de faciliter la mobilité et de sensibiliser les étudiants et les jeunes diplômés aux perspectives offertes par la coopération franco-allemande en matière d'études, de formation et d'emploi. Le passage du lycée à l'université, le choix d'une orientation dans telle ou telle filière sont des étapes décisives et quelquefois difficiles.
105 programmes avec 2 222 étudiants, séminaires binationaux et ateliers ; stages pratiques en entreprise, pour des projets franco-allemands, pour des séjours d'études dans des écoles d'art ou dans des conservatoires de musique, etc. En outre, 347 stages dans l'enseignement supérieur.

### Échanges scolaires
Les programmes de groupes se déroulent au domicile du partenaire ou en tiers-lieu, et s'adressent aux élèves de l'enseignement primaire et secondaire. Les programmes d'échanges individuels Voltaire et Brigitte Sauzay constituent l'autre versant. Ils sont fondés sur l'accueil réciproque d'un élève par un correspondant et sa famille, ainsi que par l'établissement scolaire du pays partenaire.
2 326 programmes avec 104 128 élèves de l'enseignement secondaire et primaire. 3 125 élèves pour des échanges individuels ; formation des enseignants à la pédagogie des échanges.

### Échanges extra-scolaires
858 programmes avec 23 566 participants, proposés par les associations de jeunesse, les comités de jumelage, les associations et les fédérations sportives, les associations culturelles et les programmes à caractère scientifique et technique. 111 jeunes ont reçu une bourse pour réaliser un projet individuel. En 2019, il y a eu 19 112 participants aux échanges de jeunes extra-scolaires.

### Apprentissage de la langue du partenaire
L'un des orientations de l'OFAJ est de promouvoir l'apprentissage de la langue du partenaire. C'est pourquoi il met en œuvre différents programmes pour soutenir l'apprentissage linguistique des jeunes de 3 à 30 ans, ainsi que des formations pour les responsables des échanges. L'OFAJ attribue des bourses pour des cours de langue intensifs à des étudiants, des jeunes travailleurs, des animateurs d'échanges. Il subventionne des cours de langue extensifs notamment dans les comités de jumelage et soutient également l'apprentissage précoce du français et de l'allemand au travers de cours pour enfants. L'OFAJ soutient également des cours de langue binationaux où de jeunes Français et de jeunes Allemands apprennent réciproquement la langue de l'autre à l'aide de la méthode Tandem.
Par ailleurs il intervient au niveau de la formation des responsables d'échanges, animateurs ou enseignants, et développe des méthodes favorisant les apprentissages linguistiques dans le cadre des rencontres de jeunes, telle que l'animation linguistique, le tandem ou encore le Tele-Tandem. Avec ses partenaires, l'OFAJ forme également des animateurs-interprètes qui interviennent dans les échanges de jeunes. Chaque année, plus de 200 personnes participent à ces formations.
Afin de soutenir la communication dans les échanges, il publie également une série de glossaires thématiques bilingues ou trilingues sur le football, l'intégration et l'égalité des chances, la cuisine, l'école maternelle et élémentaire…).
1 628 jeunes et 3 762 enfants ont participé à des cours de langue soutenus par l'OFAJ. 972 élèves ont participé à des cours de langues intensifs et extensifs en 2019.

### Pédagogie de l'apprentissage interculturel

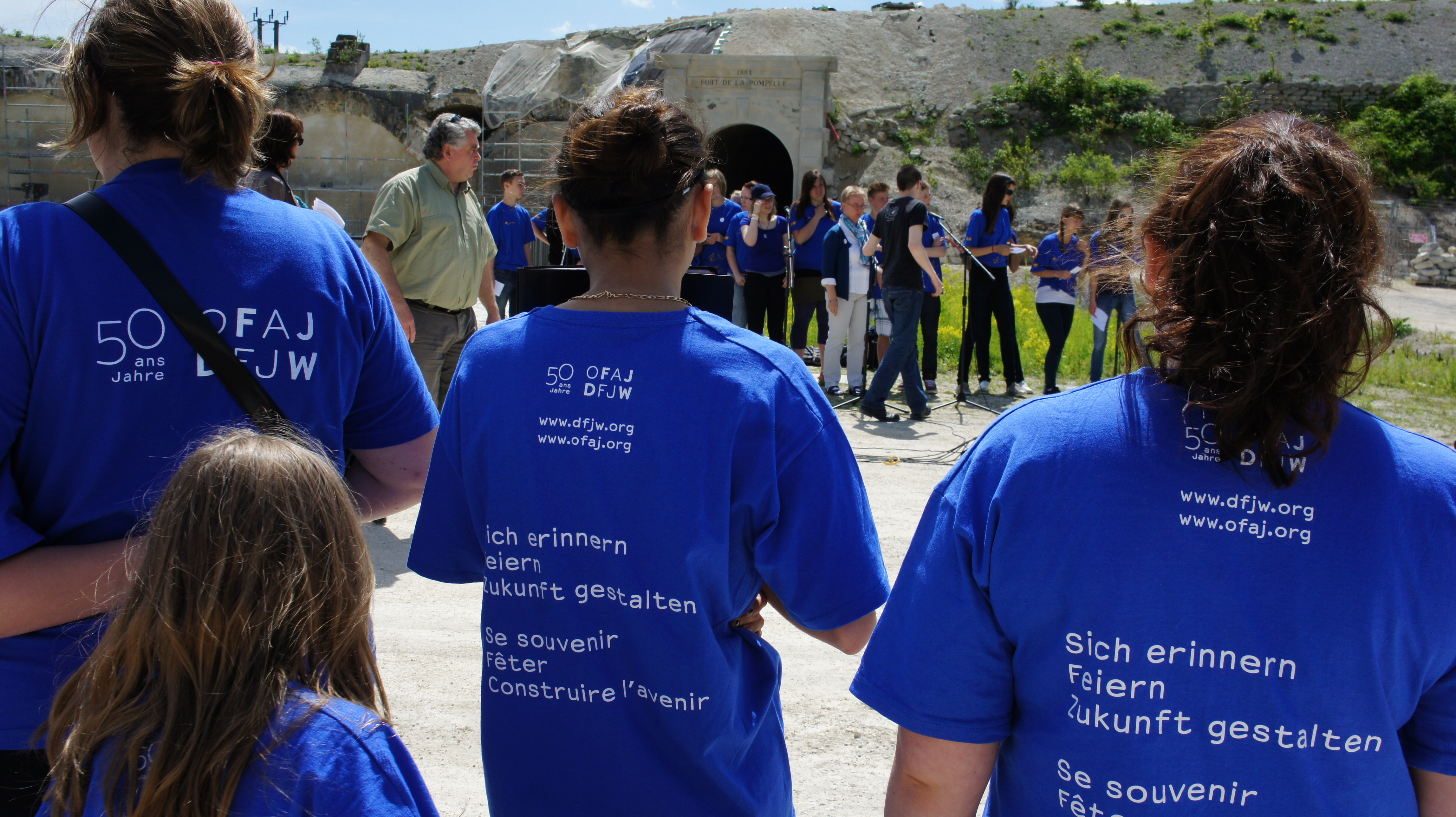
Opération « Charlemagne par-dessus les tombes » : des jeunes français de Reims et allemands d'Aix-la-Chapelle chantent au fort de la Pompelle les hymnes européens, français et allemands et lisent des lettres de soldats la Première Guerre mondiale.

Afin de garantir la qualité des rencontres franco-allemandes ou trinationales de jeunes et de permettre aux animateurs, accompagnateurs et enseignants d'initier des processus d'apprentissage interculturel et linguistique, l'OFAJ propose avec ses partenaires des formations à la pédagogie des échanges et des formations à dimension linguistique. Il s'agit de formations de base, de formations BAFA-Juleica (de), de formations thématiques ou de stages de perfectionnement.
91 formations binationaux et trinationaux de formation pédagogique avec presque 1 500 participants en 2019. Le nombre d'animatrices et animateurs formés est actuellement de 734. 120 enseignants du premier degré ont participé à des programmes d'échanges d'instituteurs. Réalisation de matériel pédagogique et recherche appliquée.

### Programmes trinationaux
L'ouverture de son action au trinational s'est faite, avec l'accord des gouvernements français et allemand, en plusieurs étapes : L'OFAJ est en effet habilité depuis 1976 à soutenir 5 % de ses échanges avec des jeunes originaires des pays de la Communauté européenne, depuis 1990 avec tous les autres et prioritairement des pays de l'Europe centrale et orientale (PECO), de l'Europe du Sud-Est (PESE) et du pourtour méditerranéen. Depuis 2004, l'OFAJ peut engager jusqu'à 15 % de son budget pour des rencontres trinationales. Pour les PECO et les PESE, l'OFAJ bénéficie de fonds spéciaux mis à disposition par les Ministères français et allemand des Affaires Étrangères. Programmes avec des pays du pourtour méditerranéen et avec d'autres pays (comme Canada, Corée du Sud, Mali, Mexique, Japon, Sénégal, États-Unis) sont également réalisées.
Au total, 399 programmes avec 45 pays ont eu lieu avec le soutien de l'OFAJ en 2019.